# Parafia Wniebowzięcia Najświętszej Maryi Panny w Goźlicach
Parafia Wniebowzięcia Najświętszej Maryi Panny w Goźlicach – parafia rzymskokatolicka znajdująca się w diecezji sandomierskiej w dekanacie Klimontów. Erygowana w 1134. Mieści się pod numerem 44. Prowadzą ją księża diecezjalni.
Do parafii przynależą wierni mieszkający w miejscowościach: Antoniów, Dziewków, Gołębiów, Goźlice, Grabina, Krobielice Kolonie, Kurów, Lipnik, Łownica, Malżyn, Ossolin, Sternalice, Słoptów, Śniekozy, Usarzów, Węgrce, Wilkowice, Zakrzów.

## Obiekty sakralne
- Kościół Wniebowzięcia Najświętszej Maryi Panny w Goźlicach
- Kaplica Najświętszej Maryi Panny Matki Zbawiciela w Lipniku w Lipniku
- Kaplica Narodzenia Pana Jezusa w Ossolinie
- Kaplica Chrystusa Króla w Usarzowie

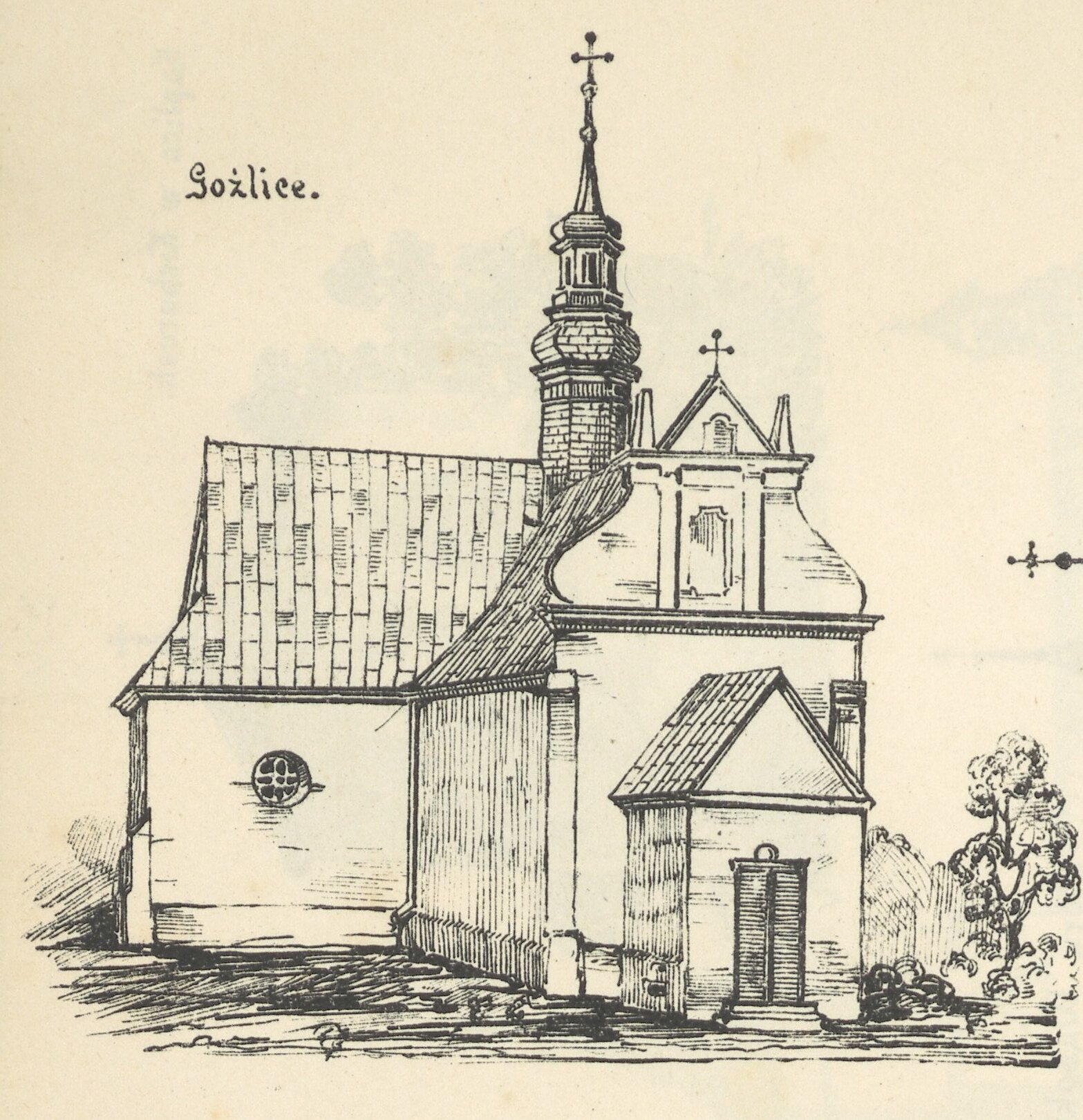
Kościół w Goźlicach przed 1915